# Стрельба на площади Профсоюзов в Архангельске
Стрельба на площади Профсоюзов в Архангельске — преступление, совершённое Николаем Гавриловичем Романовым во время первомайской демонстрации в городе Архангельске в 1954 году.

## Убийца
Николай Романов родился в 1926 году в обычной архангельской семье. Его отец работал шкипером. Мать была домохозяйкой. После окончания семи классов он некоторое время учился в механическом техникуме. В 17 лет Николай Романов получил свой первый срок — пять лет за изнасилование. В 1949 году, заразившись в колонии «Ягринлага» на острове Ягры в Белом море туберкулёзом, он был выпущен на свободу по болезни. В 1952 году получил свой второй срок за пьяную драку в Ейске. Был освобождён в 1953 году в связи с амнистией.
Освободившись, Николай Романов возвратился в Архангельск, где им овладела навязчивая идея отомстить власти за неудавшуюся жизнь. Провести свою террористическую акцию он решил во время многолюдной первомайской демонстрации на площади Профсоюзов. Оружие — пистолет «ТТ» — был украден младшим братом Николая у заснувшего в сугробе пьяного лейтенанта Бобрецова, командира разведвзвода танкового полка ГСВГ.

## Нападение
1 мая на площади Профсоюзов в Архангельске проходила первомайская демонстрация. Трибуну с руководителями не оцепили, а сотрудники милиции и государственной безопасности охраняли общественный порядок без оружия. Выйдя в девять утра из дома, Николай Романов направился на улицу Поморскую, где примкнул к одной из праздничных колонн. Романов без особого труда смог пронести свой «ТТ» на демонстрацию. Он сделал разрез в пальто и спрятал пистолет в кармане пиджака. Руководители предприятий, организаций и учреждений шли во главе своих коллективов. Поравнявшись с трибуной, они поднимались на неё, чтобы уже оттуда наблюдать за праздничным шествием. Николай Романов, одетый в чёрное демисезонное пальто, такого же цвета брюки и ботинки, шёл в последнем ряду колонны лесников и служащих промбанка. Замедлив шаг, он внезапно поднял руку с пистолетом, и не спеша, прицельно дважды выстрелил в стоявших на трибуне людей. Затем он вбежал на трибуну, застрелив ещё нескольких человек, но в этот момент выбежавший из толпы офицер-пограничник С. С. Бобков и член Военного совета Беломорской военной флотилии генерал-майор Г. М. Рыбаков навалились на Романова, расстрелявшего весь магазин пистолета, и обезоружили его. После стрельбы стоявшие на трибуне руководители продолжали отвечать на приветствия проходивших мимо демонстрантов. Первомайская демонстрация прервана не была. Вышедшие в последующие дни газеты ничего не сообщали о произошедшем событии.

## Жертвы
Первой жертвой стрелка стал заместитель председателя горисполкома Архангельска Спиридон Максимович Харитонов (1905—1954). Следующий выстрел был направлен в сторону капитана В. В. Судейко, но пуля пробила шинель и застряла в спичечном коробке в его кармане. Далее под огонь попали помощник командующего Беломорским военным округом А. Соловьёв, который скончался на месте, и М. А. Огарков, заведующий сельхозотделом обкома КПСС, который остался жив, но получил ранение. Ещё одна пуля на излёте застряла в ткани пиджака первого секретаря обкома ВЛКСМ Б. С. Нечаева. Последняя пуля была выпущена уже после того, как Г. М. Рыбаков схватил Романова за руку и направил пистолет в пол. Пуля, пробив полу генеральской шинели, ушла в половицу.

## Последствия
Завладев оружием, Рыбаков передал его начальнику управления КГБ А. В. Коновалову, тоже принимавшему участие в задержании. Романова стащили с трибуны и бросили на асфальт. Разгневанные демонстранты пинали преступника ногами и хотели устроить самосуд. На место сразу подоспела милиция в лице капитана Д. С. Коробицына, старшин И. В. Федулова и Е. А. Карманова, находившихся в наряде на площади и прибежавших на выстрелы. Они доставили задержанного в вестибюль здания арктического пароходства, где его связали и обыскали. На допросах в качестве главной причины своей расстрельной акции Николай Романов назвал существующий строй. Спустя полгода он пишет заявление «К трудящимся всего мира». В своем послании Романов просит «дать возможность сказать трудовому народу, что он совершил подлое преступление». 12 декабря военный трибунал Беломорского военного округа приговорил Николая Романова к высшей мере наказания — расстрелу. Приговор был приведен в исполнение 9 марта 1955 года. После стрельбы в целях безопасности между трибуной и демонстрантами стали устанавливать двойное оцепление.